# John G. Wickser
John G. Wickser (* 17. Oktober 1856 in Buffalo, New York; † 1. Juli 1928 ebenda) war ein US-amerikanischer Geschäftsmann und Politiker (Republikanische Partei). Er war von 1903 bis 1905 Treasurer of State von New York. Der Bürgermeister von Buffalo Philip Becker war sein Onkel.

## Leben
Die Kindheit von John G. Wickser war vom Bürgerkrieg überschattet. Weitere Details über seine Jugend sind nicht bekannt. Er war Präsident der Buffalo German Insurance Company und der Buffalo Commercial Insurance Company. Die Republikanische Partei nominierte ihn 1902 für das Amt des Treasurers of State von New York. Im November 1902 erfolgte seine Wahl. Während seiner Amtszeit saß er im Board of Parole, welche 1904 die Bewährung des mehrfachen Racketeers Albert J. Adams ablehnte.